# 重庆美术馆
重庆美术馆 (英語：Chongqing Art Museum)是一座位于重庆的美术馆。

## 历史
最早位于重庆市临江门夫子池，2002年搬迁至四川美术学院黄桷坪校区，2013年10月29日新馆建成开馆，位于渝中区临江路1号国泰艺术中心。紧邻解放碑中央商务区。共有四个展厅。

## 营业时间
- 周二至周日：早上九点至下午五点
- 周一闭馆